# Quassia arnhemensis
Quassia arnhemensis är en bittervedsväxtart som beskrevs av Craven & Dunlop. Quassia arnhemensis ingår i släktet Quassia och familjen bittervedsväxter. Inga underarter finns listade i Catalogue of Life.